# Georges A. L. Boisselier
Georges A.L. Boisselier (Parigi, 15 marzo 1876 – Parigi, 5 novembre 1943) è stato un pittore francese rappresentante della scuola accademica.

## Biografia

### La giovinezza e gli studi
Georges Alexandre Lucien Boisselier nacque a Parigi nella casa dei suo genitori al nº 112 di rue d'Aboukir, dove poi visse fino al 1899. Era figlio di Louis Auguste Boisselier, disegnatore,  anch'egli parigino, e di Zélie Louise Bosquet, nata a Versailles.
Già da ragazzo dimostrò una notevole predisposizione per l'arte e la pittura, al punto che a soli 14 anni entrò nell'École des beaux-arts e fu allievo di Gabriel Ferrier, con il quale ottenne numerosissimi riconoscimenti e medaglie scolastiche. Dal 1892 al 1895 frequentò l'Académie Julian, dove seguì i corsi di William-Adolphe Bouguereau e si mise in luce per la prima volta, a 19 anni, presentandosi al concorso per il Grand Prix de Rome del 1895. Tentò più volte di vincere il prestigioso concorso, fino al 1904, ma riuscì solo ad ottenere il Secondo Prix de Rome in pittura, nel 1903, con la sua tela "Il ritorno del figlio prodigo".

### Pittore accademico
Iniziò così la sua lunga carriera, in cui Boisselier divenne noto soprattutto come ritrattista di sicuro talento, anche se agli inizi i suoi temi preferiti e frequenti furono gli episodi storici, mitologici e biblici. Ritrasse quindi numerosi personaggi della borghesia, dell'alta società, dell'ambiente letterario e del mondo dello spettacolo.

Espose sempre al "Salon des Artistes Français" fin dal 1898 e subito raccolse consensi e riconoscimenti, finché nel 1921 si aggiudicò la medaglia d'oro. Ormai fuori concorso, godette di una notorietà indiscussa.
Dai primi anni del '900 Boisselier abitò al nº 5 di rue des Beaux-Arts, poi al 70bis di rue Notre-Dame-des-Champs. In quest'ultima si trovavano numerosi atelier di artisti celebri, fra cui quello del suo illustre vecchio professore William-Adolphe Bouguereau che vi possedeva un palazzetto privato.
Nell'estate del 1911 Boisselier acquistò un terreno a Pors-Carn, nella frazione di Saint-Guénolé del Comune di Penmarch, in Bretagna, e vi fece costruire dapprima una piccola casa che arredò in stile bretone. Ma nel 1925, su un terreno attiguo, si costruì un'altra villa, ispirandosi all'architettura delle case dei pescatori e la dotò di un atelier per la pittura. Chiamò questa villa "Ker Loÿs", (per Luigi) che era il nome di suo padre in lingua bretone.
Georges Boisselier lasciò nel paese il ricordo di una persona semplice, cordiale, sempre in contatto con gli abitanti del luogo. E imparò persino il bretone per facilitare la sua integrazione con i locali. Dopo la sua morte, suo nipote Maurice Boisselier, industriale tessile di Parigi, ereditò la casa e, in seguito, la lasciò ai suoi figli. Costoro però la vendettero ad una famiglia belga che ne è tuttora proprietaria, ma che ne ha conservato il carattere e l'atmosfera originaria.

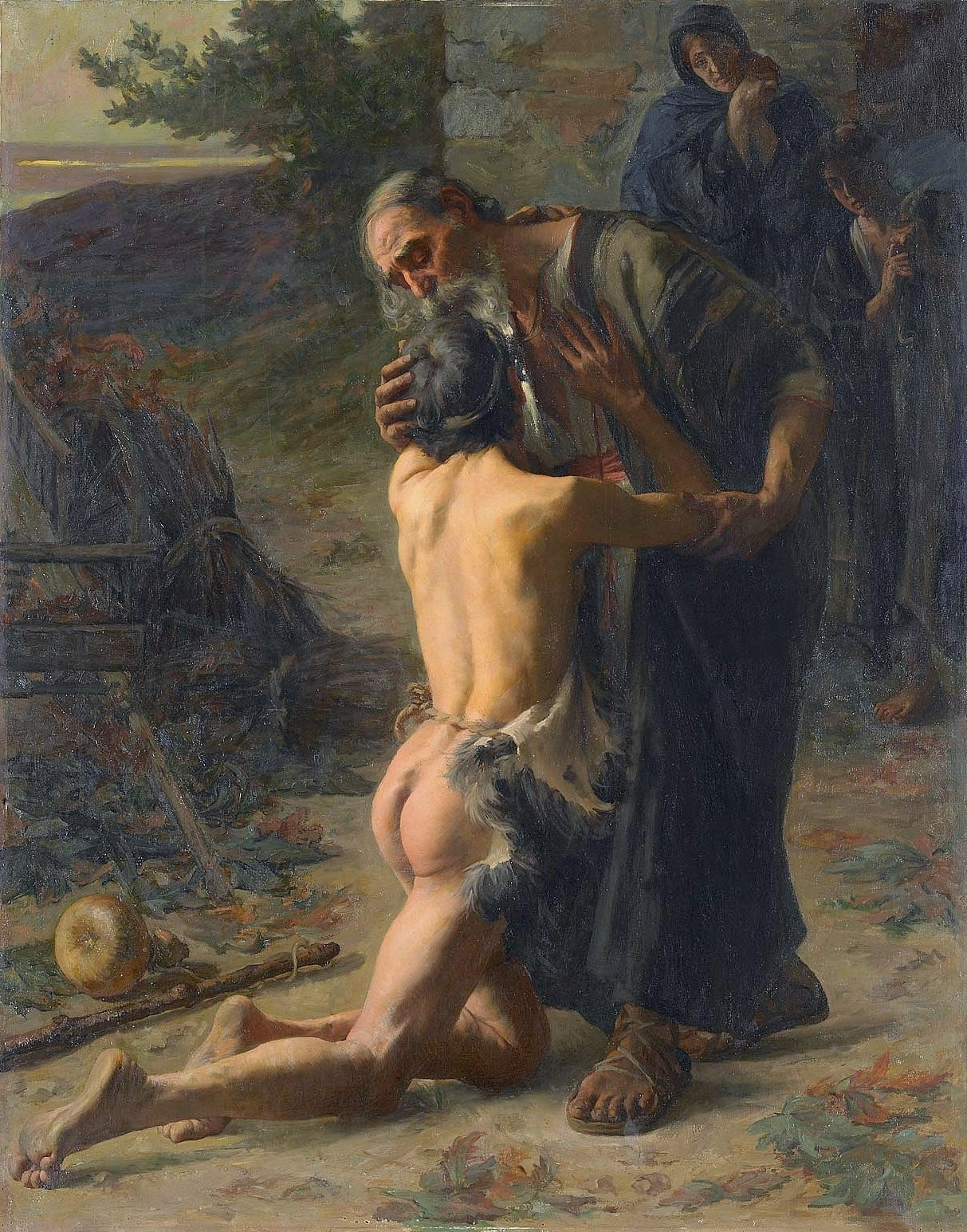
Il ritorno del figlio prodigo. 1903

### Un appassionato di paletnologia
Georges Boisselier fu anche una appassionato di studi sulla preistoria. Se ne interessò vivamente, agli inizi, assieme ad alcuni conoscitori della materia del Museo della Preistoria del Finistère di Pors-Carn,  a Penmarch, del quale divenne poi Conservatore, dal 1932 al 1939. Fu anche membro della "Società preistorica di Francia" nel 1937.
Questa passione per la paletnologia fu improvvisa, e nacque in lui nel luglio del 1917, in occasione di alcuni scavi eseguiti nel cimitero presso Châlons-en-Champagne dove gli eventi della guerra del 1914 lo avevano costretto a trasferirsi. Dopo la fine delle ostilità, e in seguito a questa esperienza, Boisselier decise di dedicarsi all'archeologa preistorica all'interno della sua proprietà di Pors-Carn che conteneva il celebre tumulo di Rosmeur.
Nell'agosto del 1919 mise insieme qualche volontario e iniziò degli scavi attorno alla penisola della Torche. Questa iniziativa assunse ben presto una certa importanza. Difatti le Kjôkkenmôdings della Torche che l'oceano stava finendo di demolire e le necropoli di Roz-an-Trémen, offrivano un interessante inizio per un collezionista e, pertanto, Boisselier ne sistemò i reperti nella sua casa. Nacque allora l'idea di costituire un museo regionale della preistoria, sollecitato dal dottor Louis Capitan e dal Canonico e storico Jean-Marie Abgrall, Presidente della "Société Préhistorique de Quimper".

Questa passione per i reperti preistorici e per gli scavi non impedì e non intralciò l'attività artistica di Boisselier, che continuò comunque a dipingere.
Il 5 novembre del 1943, nella clinica Oudinot di Parigi, Georges Boisselier morì a 67 anni senza essersi mai sposato.

## Opere
- Sainte Geneviève arrêtant les Huns, 1895, olio su tela. Collezione privata.
- Figure peinte, 1896, olio su tela. École des beaux-arts di Parigi[12].
- Torse ou demi-figure peinte, 1897, olio su tela. École des beaux-arts[13].
- Portrait de M. Auguste Boisselier, 1898, olio su tela. Esposta al Salon des artistes français[14]. Localizzazione sconosciuta
- Jésus apaise la tempête, 1899, olio su tela. École des beaux-arts[15].
- Portrait de M. le médecin inspecteur général,[16]  ca. 1901, olio su tela. Esposta al Salon des artistes français[17]. Localizzazione sconosciuta
- Pêcheurs apercevant le Christ marchant sur les eaux, ca. 1901, olio su tela. Esposta al Salon des artistes français. Localizzazione sconosciuta
- Portrait de M. Maurice Quentin-Bauchard,[18] ca. 1902, olio su tela. Esposta al Salon des artistes français[19] Localizzazione sconosciuta
- Portrait de M. Adolphe d'Espie, alias Jean de la Hire d'Espie, ca. 1903,  olio su tela. Esposta al Salon des artistes français[20] Localizzazione sconosciuta
- Portrait de M.me Auguste Boisselier, mère de l'artiste, ca. 1903, olio su tela. Esposta al Salon des artistes français. Localizzazione sconosciuta
- Portrait du Dr. G. Périès ancien professeur à la faculté de théologie de Washington, ca. 1904, olio su tela. Esposta al Salon des artistes français[21] Localizzazione sconosciuta
- Portrait du M. S.-T. Eyre, ca. 1905, olio su tela. Esposta al Salon des artistes français,[22] Localizzazione sconosciuta
- Léandre et Néréides,[23] ca. 1906, olio su tela.  Esposta al Salon des artistes français,[24] Localizzazione sconosciuta
- Portrait de femme en buste de profil, 1906, olio su tela ovale[25] Collezione privata
- Portrait de Léon Fontaine, 1906, olio su pannello. Collezione privata
- La vague et le roc, ca. 1907, olio su tela. Esposta al Salon des artistes français[26] Localizzazione sconosciuta
- Portrait du violoncelliste Henri Choinet, ca. 1908, olio. Esposta al Salon des artistes français. Localizzazione sconosciuta
- Portrait de M. Alain Chartier, 1908, olio. Esposta al Salon des artistes français,[27] Localizzazione sconosciuta
- Portrait Léon Bernard, 1909, olio su tela. Esposta al Salon des artistes français[28]. Localizzazione sconosciuta
- Portrait d'homme en uniforme, 1910, olio su pannello[29]. Collezione privata
- Portrait d'homme, 1911, olio su tela.[30]. Collezione privata
- Portrait de magistrat, 1911, olio su pannello[31]. Collezione privata
- Léon Bernard, Chrysale.[32], 1914, olio su pannello Museo Carnavalet, Parigi
- Femme rousse au miroir, ca. 1915, olio su tela. Localizzazione sconosciuta
- Portrait de femme, 1921, olio su tela[33]. Collezione privata
- Louis XI ordre de Saint-Michel, 1925, olio su tela[34][35]. Museo della Legion d'onore
- Portrait de Martin de Briey, ca. 1925, olio. Collezione privata
- La Pointe du Raz, ca. 1925, olio su cartone. Collezione privata
- La bonne de Ker Loÿs, ca. 1930, olio su pannello[36]. Collezione privata
- Bigoudènes dans la salle de Ker Loÿs, ca. 1930, olio su tela[37]. Collezione privata
- Le ravaudeur de filets, ca. 1930, olio su tela[38]. Collezione privata

## Galleria d'immagini

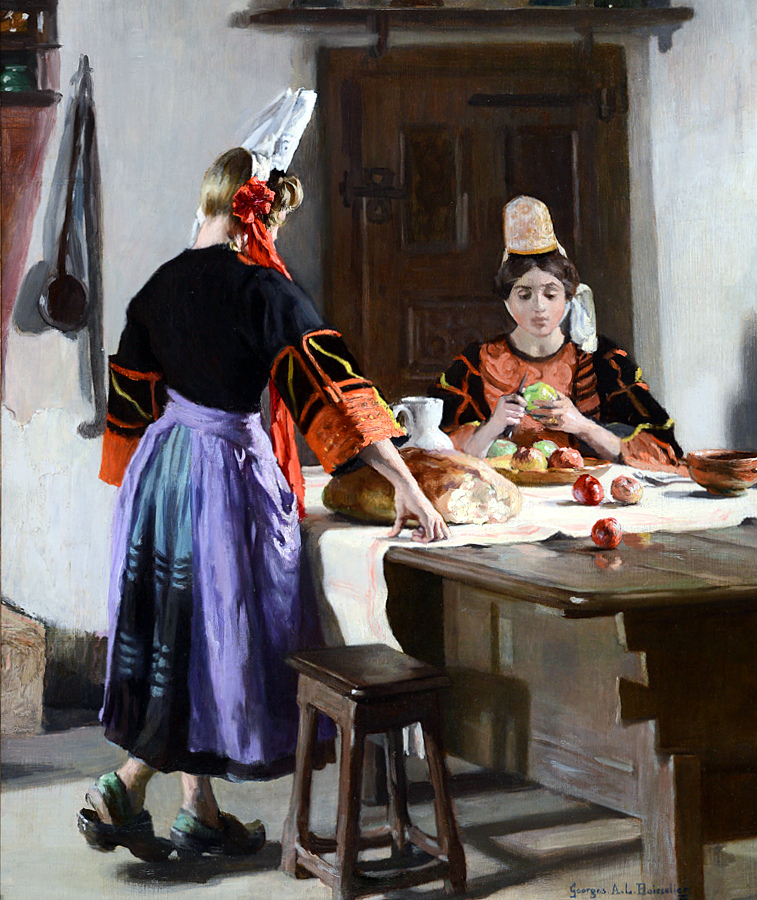
Ragazze nella sala di Ker Loȳs. 1930
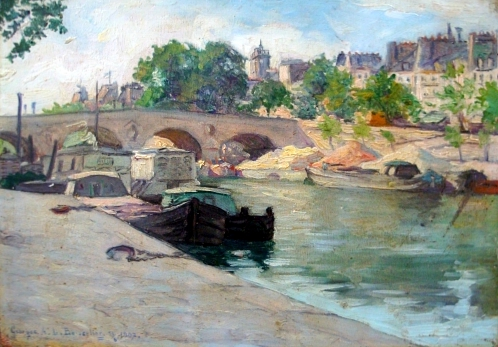
Chiatte davanti al ponte Marie. 1907
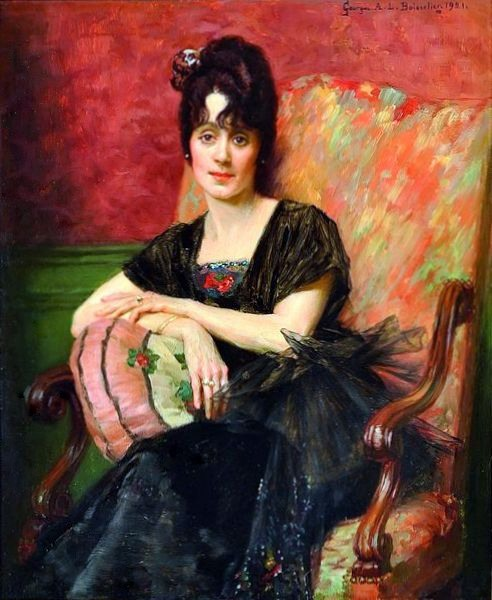
Ritratto di donna. 1921
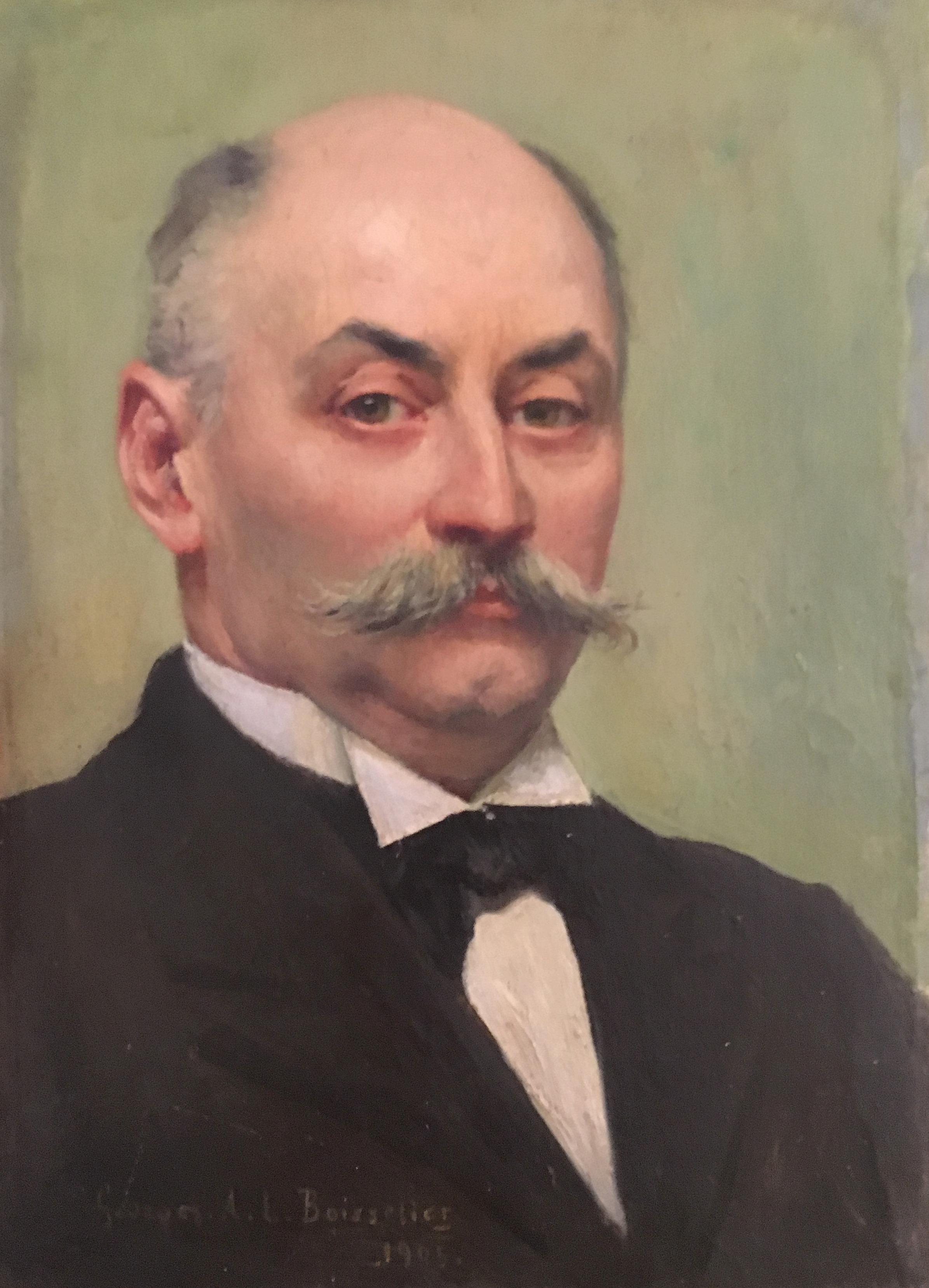
Ritratto di Léon Fontaine. 1906
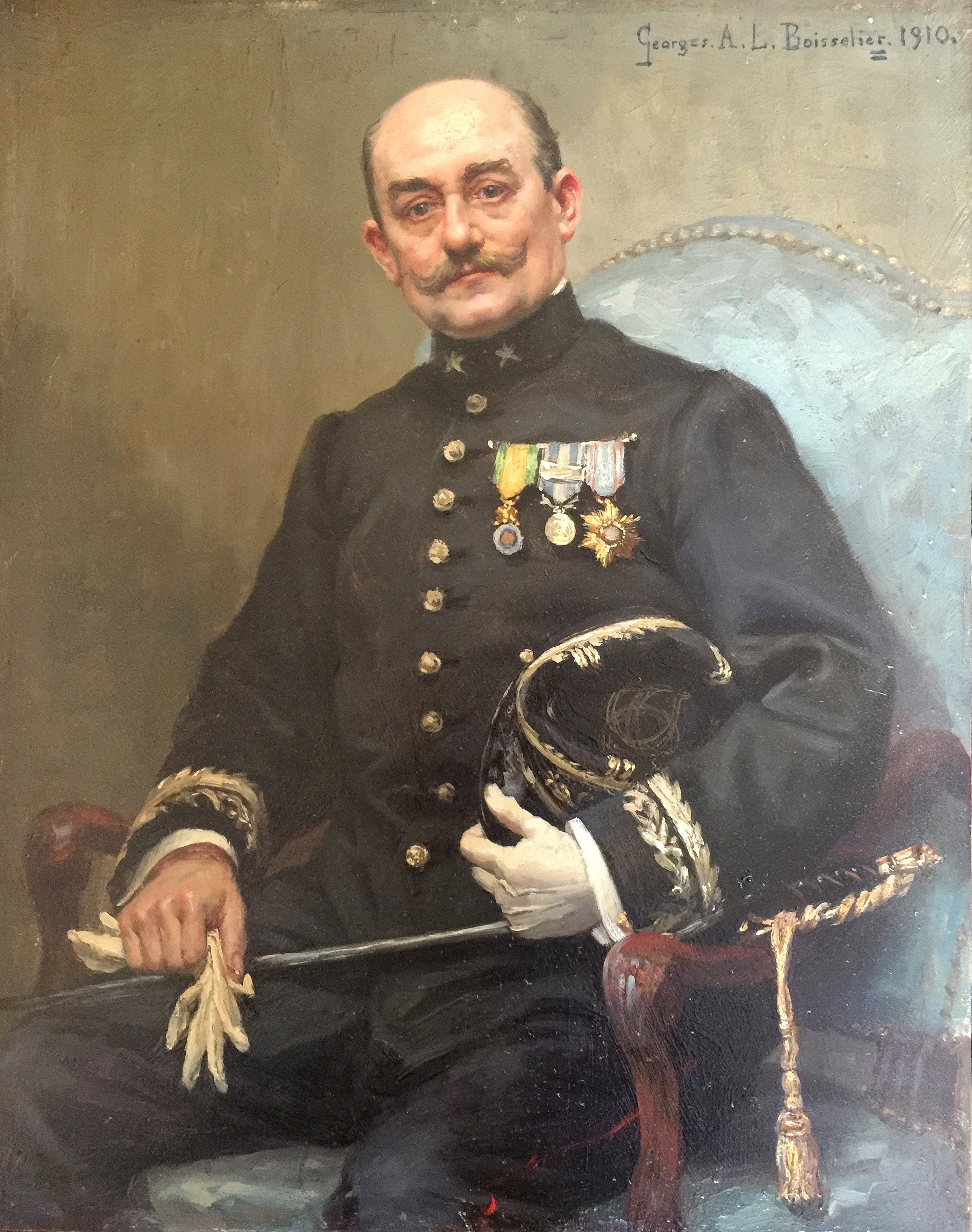
Ritratto di uomo in uniforme, 1910

## Note

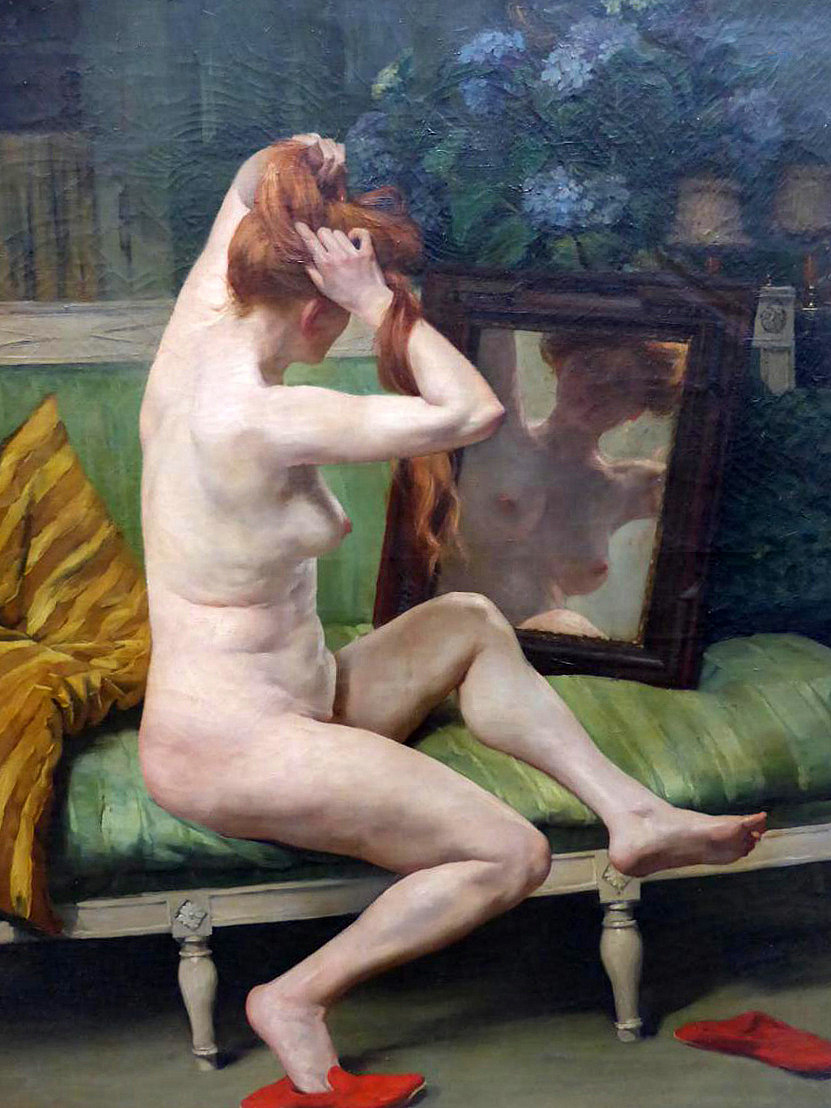
Capelli rossi allo specchio. 1915